# Oberliga Nord 1958/59
In 1958/59 werd het twaalfde kampioenschap gespeeld van de Oberliga Nord, een van de vijf hoogste klassen in het West-Duitse voetbal. Hamburger SV werd kampioen en Werder Bremen vicekampioen. Beide clubs plaatsten zich voor de eindronde om de Duitse landstitel. Werder werd laatste in zijn groep en HSV tweede.

## Eindstand
| Plaats | Club                   | Wed. | W  | G  | V  | Saldo | Ptn. |
| ------ | ---------------------- | ---- | -- | -- | -- | ----- | ---- |
| 1.     | Hamburger SV           | 30   | 25 | 2  | 3  | 98:29 | 52   |
| 2.     | Werder Bremen          | 30   | 19 | 4  | 7  | 89:57 | 42   |
| 3.     | VfR Neumünster 1910    | 30   | 14 | 8  | 8  | 47:39 | 36   |
| 4.     | VfL Osnabrück          | 30   | 15 | 5  | 10 | 61:49 | 35   |
| 5.     | Eintracht Braunschweig | 30   | 13 | 7  | 10 | 64:55 | 33   |
| 6.     | Hannover 96            | 30   | 12 | 8  | 10 | 45:51 | 32   |
| 7.     | FC St. Pauli           | 30   | 11 | 10 | 9  | 52:54 | 32   |
| 8.     | Altonaer FC 1893       | 30   | 14 | 3  | 13 | 51:46 | 31   |
| 9.     | TuS Bremerhaven 93     | 30   | 12 | 4  | 14 | 54:66 | 28   |
| 10.    | Holstein Kiel          | 30   | 12 | 3  | 15 | 57:54 | 27   |
| 11.    | ASV Bergedorf 85       | 30   | 12 | 3  | 15 | 41:50 | 27   |
| 12.    | Concordia Hamburg      | 30   | 9  | 7  | 14 | 53:66 | 25   |
| 13.    | VfV Hildesheim         | 30   | 8  | 8  | 14 | 28:50 | 24   |
| 14.    | 1. FC Phönix Lübeck    | 30   | 6  | 10 | 14 | 37:58 | 22   |
| 15.    | Eintracht Nordhorn     | 30   | 5  | 8  | 17 | 34:72 | 18   |
| 16.    | VfL Wolfsburg          | 30   | 6  | 4  | 20 | 31:56 | 16   |

|  | Kampioen, geplaatst voor nationale eindronde |
|  | Geplaatst voor nationale eindronde           |
|  | Degradatie                                   |

## Promotie-eindronde

### Kwalificatie Nedersaksen
De vicekampioenen van de twee Nedersaksische Amateuroberliga's speelden tegen elkaar voor een plaats in de eindronde. 
|               |                     |       |                    |          |
| 19 april 1959 | Eintracht Osnabrück | 1 - 0 | 1. SC Göttingen 05 | Hannover |
| 19 april 1959 |                     |       |                    | Hannover |

### Groep A
| Plaats | Club                | Wed. | Wa | G | V | Saldo | Ptn. |
| ------ | ------------------- | ---- | -- | - | - | ----- | ---- |
| 1.     | Eintracht Osnabrück | 6    | 3  | 2 | 1 | 09:04 | 8    |
| 2.     | SV Arminia Hannover | 6    | 3  | 1 | 2 | 10:07 | 7    |
| 3.     | Heider SV           | 6    | 2  | 3 | 1 | 08:06 | 7    |
| 4.     | Harburger TB 1865   | 6    | 0  | 2 | 4 | 06:16 | 2    |

|  | Promotie naar Oberliga Nord 1959/60 |

### Groep B
| Plaats | Club            | Wed. | Wa | G | V | Saldo | Ptn. |
| ------ | --------------- | ---- | -- | - | - | ----- | ---- |
| 1.     | VfB Lübeck      | 6    | 4  | 1 | 1 | 08:04 | 9    |
| 2.     | VfB Oldenburg   | 6    | 3  | 2 | 1 | 11:06 | 8    |
| 3.     | Blumenthaler SV | 6    | 1  | 2 | 3 | 04:10 | 4    |
| 4.     | Eimsbütteler TV | 6    | 1  | 1 | 4 | 09:12 | 3    |